# Pithecoseris
Pithecoseris es un género monotípico de plantas fanerógamas perteneciente a la familia de las asteráceas. Su única especie: Pithecoseris pacourinoides, es originaria de Brasil donde se encuentra en la Caatinga distribuida por Ceará, Rio Grande do Norte, Paraíba, Pernambuco y Bahía.

## Taxonomía
Pithecoseris pacourinoides fue descrita por Mart. ex DC. y publicado en Prodromus Systematis Naturalis Regni Vegetabilis 5: 84. 1836.